# Берк, Медени
Медени Берк (тур. Medeni Berk, 1913, Медина, Хиджаз — 16 марта 1994, Стамбул) — турецкий банкир и политик, занимавший ряд государственных постов в 1957-60 годах.

## Биография
Родился в 1913 году в Медине, входившей в тот момент в состав Османской империи, в семье османского офицера. Его родители были родом из Аксарая.
Начальное и среднее образование получил в Измире. После этого окончил в Стамбуле лицей бизнеса и торговли, который позднее станет частью университета Мармара.
После завершения обучения Берк работал инспектором в государственном банке Ziraat Bank, позднее занял должность генерального директора. В 1950 году был генеральным директором «Tariş», в 1951 — государственного банка «Türkiye Emlak Kredi Bank».
В 1957 году был избран от Демократической партии членом Великого национального собрания от ила Нигде. Вместе с Джелялом Баяром и Рефиком Коралтаном входил в состав прогрессивной группы внутри партии. В 1957-59 годах занимал должность министра общественных работ. В 1959 году получил пост государственого министра и был назначен вице-премьром. В 1960 году потерял пост из-за государственного переворота.
Сыграл большую роль в выходе Вехби Коча из Республиканской народной партии. В январе 1959 года, занимая пост министра общественных работ, Берк сказал Кочу, который на тот момент был членом РНП, что если последний не вступит в Демократическую партию, то ему будет очень сложно получать займы в государственных банках. 10 марта 1960 года Коч вышел из РНП, но не вступил в Демократическую партию.
В 1960 году занимал пост президента спортивного клуба «Фенербахче».
После государственного переворота 1960 года был арестован, отдан под суд и приговорён к пожизненному заключению. В 1964 году был амнистирован. После освобождения входил в состав правления «Akbank». В 1970-71 годах возглавлял Союз торговых палат и товарных бирж Турции.
Умер 16 марта 1994 года. Похоронен на кладбище Эдирнекапы.

### Личная жизнь
Был дважды женат, в первом браке родилась дочь.